# Watervogels

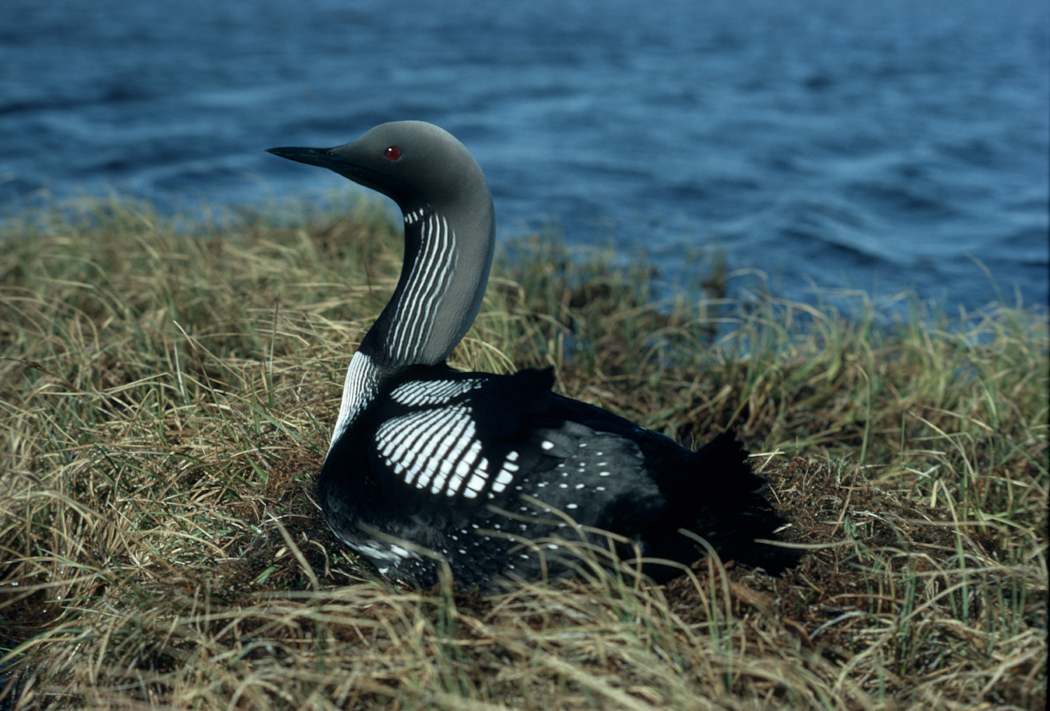
Parelduiker op nest. De parelduiker is een watervogel die zowel tot de taxonomische als ecologische groep watervogels behoort.

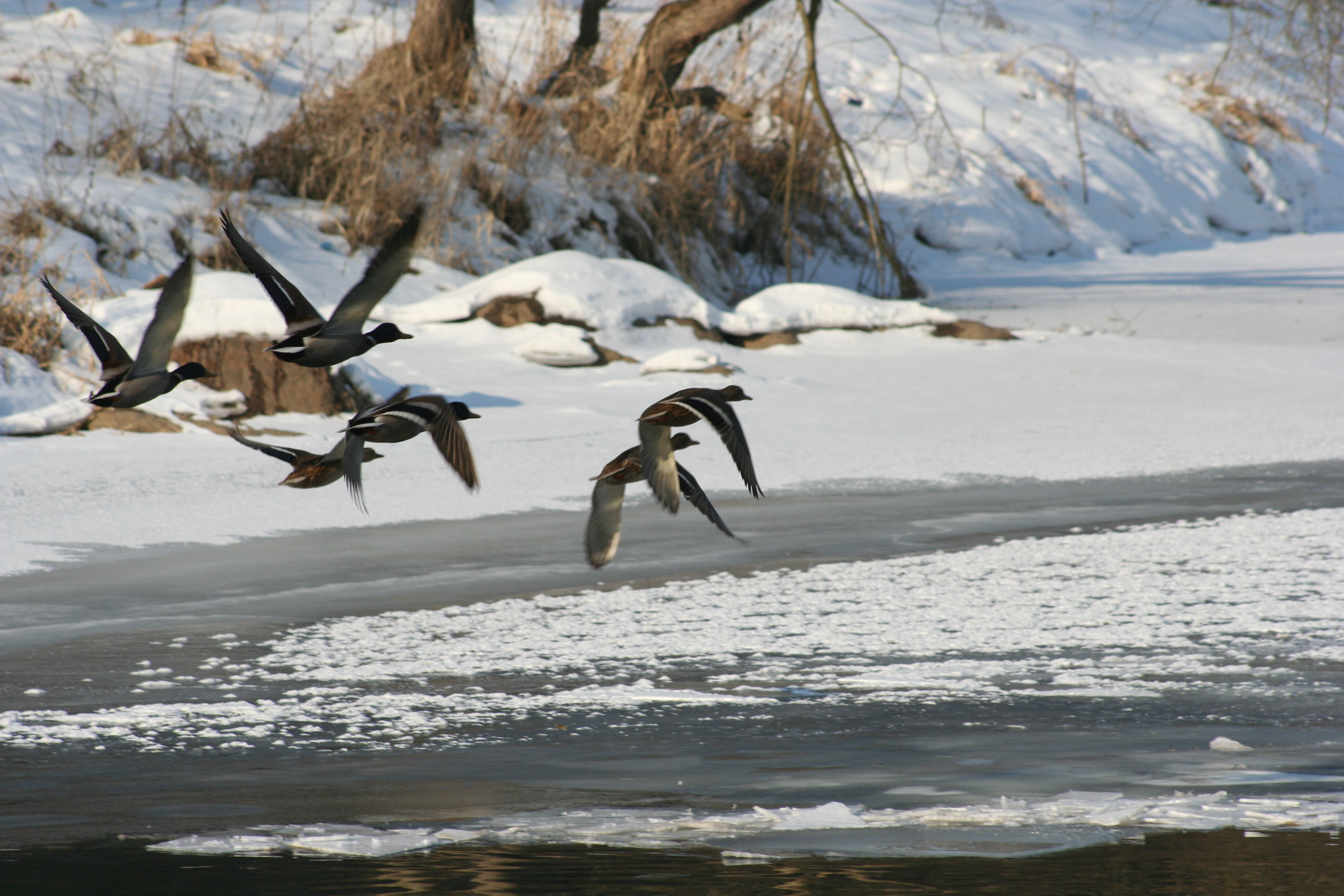
Wilde eenden in een winterlandschap. Wilde eenden behoren alleen tot de ecologische groep watervogels.

De term watervogels heeft minstens twee betekenissen:
1. een taxonomische betekenis, als een groep van vogelsoorten met dezelfde voorouder; zie Aequornithes,
2. een ecologische betekenis, als groepen van vogelsoorten die een bepaalde binding aan wetlands (moerassen en wateren) hebben.

## Ecologisch begrip
De term watervogels wordt onder meer gebruikt in het Afrikaans-Euraziatische overeenkomst over watervogels (het AEWA-verdrag). In dit verdrag worden een aantal vogelfamilies opgesomd die trekvogel zijn en gebonden zijn aan moerasgebieden (wetlands).
Het verdrag regelt de bescherming van 255 trekkende vogelsoorten die geheel of gedeeltelijk afhankelijk zijn van draslanden. Het betreft naast de orden uit de groep watervogels als clade ook nog de futen, rallen, flamingo's, eenden, zwanen, ganzen, kraanvogels, waadvogels, meeuwen, sterns, keerkringvogels en alken.
Deze ecologische ("natuurbeleidstechnische") groep is dus veel groter dan de clade "watervogels" (Aeqornithes) van betekenis 1.

## In Nederland
Door het grote areaal aan waterrijke gebieden is Nederland van groot belang voor watervogels. Vooral in de winter komen miljoenen watervogels naar Nederland; van vijftien soorten is dit zelfs een derde of meer van de Noordwest-Europese populatie. Het land heeft dus een grote internationale verantwoordelijkheid voor vogels, zoals onder andere is vastgelegd in de Conventie van Ramsar en de Europese Vogelrichtlijn. In het kader van deze en andere verdragen zijn in Nederland 86 gebieden aangewezen die een doelstelling voor vogels hebben.
Uit de Vogelbalans 2014 van Sovon Vogelonderzoek Nederland blijkt dat de vogelaantallen in veel watergebieden in Nederland lager zijn dan de doelen die in het kader van Natura 2000 waren afgesproken. Een van de oorzaken is dat in veel gebieden de waterkwaliteit nog niet voldoet aan de eisen die de Europese Kaderrichtlijn Water stelt. Er zijn wel aanwijzingen dat herstelmaatregelen voor verbetering van de waterkwaliteit en inrichting van natuurgebieden een positief effect hebben. Vogeltellingen zijn een goed middel om deze ontwikkelingen te volgen.